# Лим, Грета Сенсировна
Грета Сенсировна Лим (род. 1956, Кызыл-Кия) — советская, российская и киргизская шахматистка, мастер спорта Киргизии, национальный арбитр (2013).
Кореянка по национальности.
С 10 лет жила в Москве, тренировалась у А. Б. Рошаля.
В составе сборной Москвы победительница Всесоюзной шахматной олимпиады 1972 г.
Чемпионка СССР среди девушек 1973 г. (разделила 1—2 места с Н. А. Гасюнас, несмотря на поражение в личной встрече, имела лучшие дополнительные показатели).
Многократная участница чемпионатов Москвы.
Бронзовый призёр чемпионата Кыргызстана 2013 г., победительница чемпионата Киргизии среди ветеранов в категории 50+.
В составе сборной Кыргызстана участница шахматных олимпиад 2000, 2004 и 2008 гг. (в 2004 г. играла на 1-й доске).
С 1984 по 2011 гг. преподавала шахматы в детской спортивной школе. Много лет занимается репетиторством.

## Основные спортивные результаты
| Год  | Город   | Соревнование                                         | + | − | = | Результат | Место             |
| ---- | ------- | ---------------------------------------------------- | - | - | - | --------- | ----------------- |
| 1972 | Москва  | Всесоюзная олимпиада (сборная Москвы, доска девушек) |   |   |   | 5½ из 8   | Команда — чемпион |
| 1973 | Кишинев | Юношеский чемпионат СССР                             | 6 | 1 | 2 | 7 из 9    | 1—2               |
| 2000 | Стамбул | XIX Олимпиада (сборная Киргизии, запасная)           | 2 | 4 | 3 | 3½ из 9   |                   |
| 2004 | Кальвия | XXI Олимпиада (сборная Киргизии, 1-я доска)          | 5 | 9 | 0 | 5 из 14   |                   |
| 2008 | Дрезден | XXIII Олимпиада (сборная Киргизии, 3-я доска)        | 5 | 4 | 1 | 5½ из 10  |                   |